# Białka (Parczew)
Pour les articles homonymes, voir Białka.
Białka (prononciation [ˈbjau̯ka]) est un village de la gmina de Dębowa Kłoda du powiat de Parczew dans la voïvodie de Lublin, situé dans l'est de la Pologne.
Il se situe à environ 8 kilomètres au sud de Dębowa Kłoda (siège de la gmina), 15 kilomètres au sud-est de Parczew (siège du powiat) et 44 kilomètres au nord-est de Lublin (capitale de la voïvodie).
Le village compte approximativement une population de 280 habitants.

## Histoire
De 1975 à 1998, le village est attaché administrativement à l'ancienne Voïvodie de Biała Podlaska.

Depuis 1999, il fait partie de la nouvelle voïvodie de Lublin.